# Китайська космічна програма

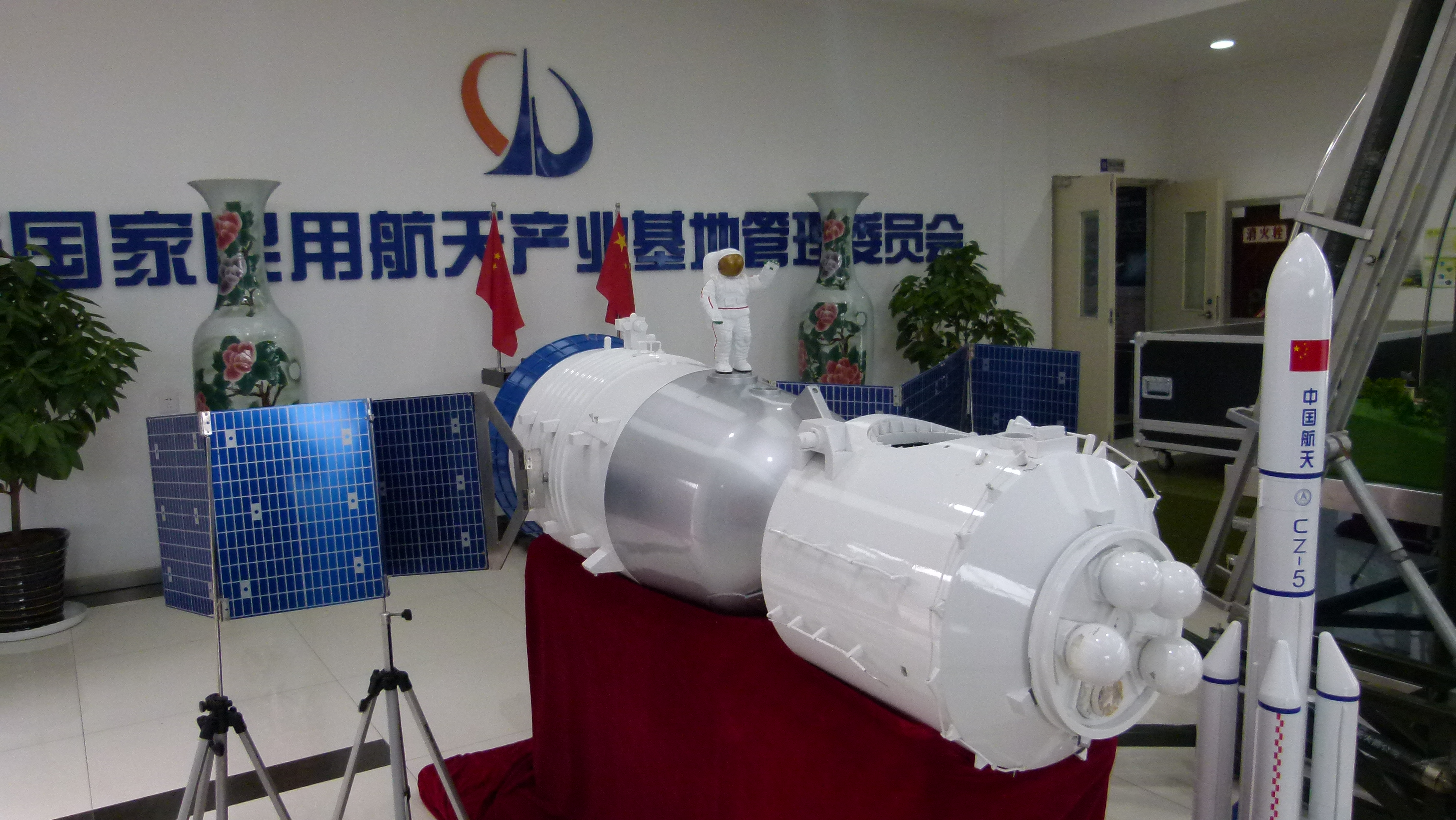
Моделі космічного корабля Шеньчжоу-7 і ракети-носія CZ-5 в Національному промисловому парку в Сіані

Китайська космонавтика — комплекс науково-технічних програм з освоєння космосу Китайської Народної Республіки (КНР).

## Загальний опис
Китайці почали розвивати космічну програму 1956 року, перший китайський супутник запущено 1970 року. Хоча історично Китай був п'ятою космічною державою (тобто самостійно запустив супутник), до початку XXI століття він став третьою державою за космічним потенціалом. Китай має різноманітні ракети-носії («Великий похід» та інші) аж до важких, має великий набір прикладних супутників практично всіх видів, включаючи геостаціонарні, запустив міжпланетні станції (АМС) до Місяця і має програми АМС до Марса. За 40 років розвитку запущено понад 100 штучних супутників.
1976 року Китай третім у світі створив технологію повернення супутників. 2003 року Китай став третьою у світі космічною наддержавою, яка має власну пілотовану космонавтику. 2007 року Китай третім у світі продемонстрував технологію протисупутникових ракет (перехоплення штучних супутників Землі). 2011 року Китай запустив свою першу орбітальну станцію і виконав перше стикування, а також став другою країною за кількістю виконаних космічних запусків, перевершивши США і поступаючись лише Росії (враховуючи період космонавтики СРСР). Поряд зі США, Росією та Європейським Союзом, Китай має національну супутникову систему навігації («Бейдоу»). Китай є одним із найбільших гравців з надання пускових послуг для інших країн і організацій, а також є розробником і виробником супутників за замовленням.
Китай має кілька десятків наукових і виробничих підприємств космічної галузі, має третій у світі флот морських кораблів космічного стеження і мережу наземних радарних станцій спостереження, у тому числі за межами своєї території. Китай має три космодроми (Цзюцюань, Січан, Тайюань) і один будується (Хайнань).
Китай оголосив про великі перспективні космічні програми, що включають в найближчому майбутньому створення власної багатомодульної пілотованої орбітальної станції і у віддаленому майбутньому — багаторазові транспортні космічні системи та пілотовані польоти до Місяця.
14 жовтня 2021 року Китай успішно запустив свій перший супутник для дослідження сонячної енергії.

## Перші кроки
Космічні програми Китайської Народної Республіки почали розвиватися на ракетному полігоні Цзюцюань, заснованому 20 жовтня 1958 року для випробувань китайських балістичних ракет у малонаселеному районі пустелі Гобі. У вересні 1960 року звідси було успішно запущено першу ракету ближньої дії радянського виробництва з китайським паливом, а в листопаді 1960 року відбувся успішний пуск першої ракети, виробленої в КНР.
27 жовтня 1966 року вперше успішно здійснено випробувальний запуск ракети з ядерною боєголовкою.
24 квітня 1970 ракетою «Чанчжен-1» (Chang Zheng-1, CZ-1) з полігону Цзюцюань стартував перший китайський супутник Dongfanghong-I. Кілька експериментальних та наукових апаратів запущено впродовж наступних 10 років ракетами-носіями FB-1, але п'ять із дев'яти пусків закінчилися невдало.
З 1975 року головною космічною програмою, яка реалізується на полігоні Цзюцюань, стала програма запуску повертальних супутників-фоторозвідника сімейства FSW. Для цього використовувалися ракети CZ-2, CZ-2C і CZ-2D.
Етапною подією в історії полігону вважається також запуск 18 травня 1980 ракети дальньої дії в напрямку Тихого океану.
З 1999 року почалися пуски ракети-носія CZ-2F з безпілотними космічними кораблями «Шеньчжоу». При створенні цього ракетно-космічного комплексу вперше в практиці КНР застосовано вертикальне збирання, випробування і транспортування космічного корабля і ракети-носія, а також застосована технологія дистанційного тестування при запуску.
Всього до жовтня 2003 року з цього космодрому успішно запущено 33 супутники і чотири безпілотних космічних кораблі, а також виконано понад 1 тисячу експериментальних запусків інших ракет різного типу.
Крім космодрому Цзюцюань в КНР були побудовані полігони Учжай (Wuzhai), нині відомий як Тайюань (Taiyuan) в провінції Шаньсі, і Січан (Xichang).
1988 року з Тайюаню запущено перший китайський полярний метеосупутник, і відтоді полігон використовується для запусків на сонячно-синхронні й приполярні орбіти метеосупутників серії «Фен Юнь-1», супутників зв'язку Iridium, китайсько-бразильських апаратів дистанційного зондування CBERS і супутників оптико-електронного спостереження «Цзи Юань-2». З цього космодрому стартували ракети-носії CZ-4, CZ-4B, CZ-2C/SD; йшли випробування твердопаливної ракети-носія «Кайточже» («Піонер»).
Космодром Січан (Xichang) побудований в провінції Сичуань і з 1984 року використовується виключно для запуску супутників на геостаціонарну орбіту за допомогою носіїв CZ-3, CZ-2E, CZ-3A, CZ-3B.
Китай будує космодром в районі міста Веньчан на острові Хайнань. Його мають ввести в експлуатацію у 2013 році. Оскільки космодром знаходиться максимально близько до екватора на території Китаю, з нього планується запускати космічні апарати масою до 25 тонн. Центр управління польотами перебуває в місті Сіань (провінція Шеньсі).

## Пілотовані польоти
У 1992 році в Китаї стартувала розробка програми пілотованих польотів. Був створений космічний корабель «Шеньчжоу». У 1999—2002 роках здійснено чотири безпілотних запуски цього корабля.
15 жовтня 2003 року з космодрому Цзюцюань, розташованому в провінції Ганьсу на північному заході КНР, здійснено перший політ людини в космос. Першим космонавтом Китаю став 38-річний підполковник Ян Лівей з ескадрильї льотчиків-космонавтів Народно-визвольної армії Китаю. Зробивши на кораблі «Шеньчжоу-5» за 21 годину 23 хвилини 14 обертів навколо Землі, Ян Лівей успішно приземлився. Китай став третьою країною світу, що самостійно здійснила пілотований політ (щоправда, через 40 років після СРСР і США).
Політ китайського космонавта в космос — це перший етап державного стратегічного плану розвитку пілотованої космонавтики в КНР. План, що включає три етапи розвитку, оприлюднено 16 жовтня 2003 року.
Завдання другого етапу — освоєння техніки стикування космічних кораблів з іншими космічними апаратами, створення в космосі лабораторій для короткочасних досліджень екіпажами відвідування, відпрацювання технології виконання наукових експериментів, подальше вивчення питань життя і роботи космонавтів у космосі. До програми створення космічних лабораторій також включено проєкт тривалого перебування космонавтів у космосі і їхнього виходу у відкритий космос.
Мета третього етапу — введення в дію ощадливіших і надійніших засобів космічного транспорту, створення Китайської космічної станції, пристосованої для постійного проживання і роботи космонавтів, вирішення проблем масштабних наукових експериментів в космосі і прикладних технологій. Третій етап передбачає сформувати китайську навколоземну орбітальну інфраструктуру космічного сервісу, інтегрувати прикладні супутники на різних орбітах з космічною станцією, що максимально збільшить їхню ефективність. Буде закладена технічна база для розвідки космічних далей і створена пересувна космічна платформа.
11 жовтня 2005 року відбувся другий пілотований політ, який тривав п'ять днів. На борту космічного корабля «Шеньчжоу-6» перебували дві людини — командир полковник Фей Цзюньлон і бортінженер Ні Хайшен.
25 вересня 2008 року був запущений «Шеньчжоу-7» з екіпажем з трьох осіб — Чжай Чжиґан, Лю Бомін, Цзін Хайпен. 27 вересня Чжай Чжиган, одягнений у скафандр китайського виробництва «Фейтянь», здійснив перший в історії КНР вихід у відкритий космос (тривалістю 15 хвилин). Лю Бомін, який страхувати його, був одягнений в російський скафандр «Орлан».
1 листопада 2011 року, з космодрому Цзюцюань, стартував «Шеньчжоу-8» і через два дні здійснив перше в історії КНР автоматичне орбітальне стикування з запущеним 29 вересня 2011 апаратом «Тяньгун-1» (Небесний палац), який є прообразом модуля майбутньої китайської космічної станції. Орбітальний модуль «Тяньгун-1» має один стикувальний вузол, а також обладнання для життя і роботи групи космонавтів протягом 20 діб, термін життя модуля на орбіті — два роки. 14 листопада «Шеньчжоу-8» відстикувався від модуля і здійснив повторне стикування з ним.
Китай став третьою після СРСР і США країною, що здійснила автоматичне орбітальне стикування двох космічних апаратів.
16 червня 2012 року Китай з космодрому Цзюцюань за допомогою ракети-носія «Changzheng-2F» здійснив запуск пілотованого космічного корабля «Шеньчжоу-9» з першою жінкою-космонавтом на борту — 33-річною майором китайських ВПС Лю Ян. Крім неї, на борту перебувають Цзин Хайпен — командир корабля, який вже літав у космос, і Лю Ван, відповідальний за стиковку «Шеньчжоу» з орбітальним модулем «Тяньгун-1». Головним завданням екіпажу є відпрацювання ручного та автоматичного стикування з модулем «Тяньгун-1», що вже перебуває на орбіті. Політ триватиме понад 10 діб.
16 жовтня 2021 року розпочався пілотований політ «Шеньчжоу-13» з трьома астронавтами. Планується, що політ продовжуватиметься 6 місяців.
29 листопада 2022 року розпочався пілотований політ «Шеньчжоу-15» на космічну станцію «Тяньгун» з трьома тайконавтами на борту. Він став десятим пілотованим польотом за програмою «Шеньчжоу» та п'ятнадцятим польотом програми в цілому. Згідно з планом, екіпаж «Шеньчжоу-15» здійснить чотири виходи у відкритий космос, попрацює над корисним навантаженням як всередині станції, так і за її межами, а також проведе іншу наукову роботу.
19 липня 2023 року, згідно з повідомленням South China Morning Post, заступник головного конструктора китайської пілотованої космічної програми повідомив, що перший багаторазовий космічний корабель КНР вирушить у космос уже через кілька років, а саме у 2027 році. Він зіграє вирішальну роль у розширенні китайської космічної станції, а також у запланованому висадженні китайських астронавтів на Місяць до 2030 року.
20 липня 2023 року, згідно з повідомленням Китайського національного космічного управління, китайські астронавти космічного корабля «Шеньчжоу-16» здійснили свій перший вихід у відкритий космос. За допомогою роботизованих рук астронавти Цзін Хайпенг, Чжу Янчжу і Гуй Хайчао виконали всі поставлені завдання під час восьмигодинного виходу у відкритий космос. Астронавти встановили кронштейни і здійснили підйом панорамної камери B основного модуля, а також розблокування і підйом панорамних камер A і B лабораторного модуля «Меньтянь». Екіпаж «Шеньчжоу-16» планує провести велику кількість космічних наукових експериментів, в тому числі дослідження впливу космічного випромінювання та мікрогравітація на сто видів насіння, що були доставлені із Землі та здійснити декілька виходів у відкритий космос.
26 жовтня 2023 року, об 11:14 за пекінським часом, з космодрому Цзюцюань, за допомогою ракети-носія «Long March-2F» («Чанчжен-2F») було здійснено запуск пілотованого космічного корабля «Шеньчжоу-17» з трьома космонавтами на борту. За повідомленням державного інформаційного агентства Сіньхуа, космічний корабель доставить у космос до космічної орбітальної станції «Тяньгун» трьох космонавтів: Тан Хунбо, Тан Шенцзе та Цзян Сіньліня. Космонавти пробудуть на орбіті близько шести місяців. Приблизно через 10 хвилин після старту космічний корабель «Шеньчжоу-17» відокремився від ракети-носія та вийшов на задану орбіту. Того ж дня о 17:46 за пекінським часом «Шеньчжоу-17» здійснив швидке автоматичне зближення та стикування з переднім портом основного модуля китайської космічної орбітальної станції. Весь процес зближення та стикування тривав приблизно 6,5 год. О 19:34 за пекінським часом, екіпаж «Шеньчжоу-17» успішно перейшов на борт китайської космічної орбітальної станції «Тяньгун».
25 квітня 2024 року, згідно повідомлення агенції Сіньхуа, з космодрому Цзюцюань, за допомогою ракети-носія «Long March-2F» («Чанчжен-2F») було здійснено запуск пілотованого космічного корабля «Шеньчжоу-18» з трьома китайськими космонавтами на борту. Космічний корабель доставив космонавтів Є Гуанфу, Лі Конг і Лі Гуансу на орбітальну космічну станцію «Тяньгун» з шестимісячною місією. 3 листопада 2024 року, космічний корабель «Шеньчжоу-18» здійснив успішну посадку в пустелі Гобі.

## Безпілотні польоти
У 2016 році, згідно з повідомленням журналу New Scientist, у Китаї почали розробляти схожий на літак літальний апарат, який може виходити на орбіту Землі і повертатися назад. За розробку найбільшого космоплана у світі узявся дослідний інститут ракетної техніки Китайського об'єднання космічних технологій. Інженери спроєктували дві версії космоплана. Маса першого — 10 тонн, розмах крил — 6 метрів. Маса другого космоплана — 100 тонн, розмах крил — до 12 метрів, а висота польоту може сягати 130 кілометрів над Землею. Фахівці мали намір використовувати такий космоплан багаторазово, щоб він зміг зробити до 50 космічних рейсів. Запуск нового апарата було заплановано на 2020 рік.
У 2022 році Космічні сили США повідомили, що вони відстежують маневри експериментального китайського космоплана на орбіті. Цей безпілотний апарат був виведений на орбіту 4 серпня 2022 року за допомогою ракети Changcheng-2F. Ракета-носій Changcheng-2F, яка вивела космічний літак на низьку навколоземну орбіту, мала максимальне корисне навантаження близько 8 тонн, а розмах крил космічного літака становив більше, ніж 4,2 метра. Про зовнішній вигляд апарата, його форму і призначення не було відомо нічого. Китайські новинні агенції повідомляли тільки про сам факт його запуску. З усіх зображень була відома тільки світлина обтічника корисного навантаження. Також було відомо, що початкова орбіта апарата становила 346 × 593 км з нахилом 50 градусів, згодом космоплан здійснив маневр підняття перигею своєї кругової орбіти, яка склала — 597 × 608 км. Більш того, 31 жовтня 2022 року, 18 ескадрилья космічної оборони США помітила поруч з космопланом загадковий невеликий об'єкт.

### 2023
8 травня 2023 року китайський секретний багаторазовий космоплан завершив свою другу місію, приземлившись після 276 днів перебування на орбіті. Це був найдовший політ для космічного апарата. Державні ЗМІ Китаю та Китайська аерокосмічна науково-технічна корпорація (CASC) оголосили, що космічний корабель приземлився 8 травня за пекінським часом.
15 червня 2023 року за допомогою ракети-носія CZ-2D з космодрому Тайюань на півночі країни Китай успішно вивів на орбіту 41 малий супутник «Jilin-1» («Цзилінь-1»), оптичні супутники дистанційного зондування, призначені для комерційного використання. Орієнтовно до 2025 року на орбіті налічуватиметься 138 подібних космічних апаратів, які сформують єдину мережу. Таким чином, Китай побив національний рекорд з разового виведення на орбіту великої кількості космічних апаратів, — про це повідомила Китайська корпорація аерокосмічної науки та техніки.
22 липня 2023 року китайська компанія Galactic Energy успішно вивела на орбіту два космічні супутники «Qiankun-1» і «Taian», — про це компанія повідомила на своїй сторінці у WeChat. Запуск у рамках місії Lemon Tree був здійснений за допомогою комерційної ракети-носія «Ceres-1», о 13:07 за пекінським часом (08:07 за київським часом), з космодрому Цзюцюань у пустелі Бадин-Джаран на півночі країни. Він став шостим для носіїв цієї серії. Супутник дистанційного зондування «Qiankun-1» використовуватиметься з метою тестування «ключових проривних технологій для наднизької орбіти та створення передової аерокосмічної платформи». Супутник «Taian», який також називається «Xing Shidai-16», призначений для здійснення високотехнологічного проєкту в галузі комп'ютерних технологій. Відповідно, ракета-носій «Ceres-1» — твердопаливна чотирьохступенева ракета легкого класу діаметром 1,4 м. Вона досягає 19 м у довжину і здатна вивести на низьку навколоземну орбіту до 400 кг корисного вантажу. За весь час завдяки їй було запущено 21 комерційний супутник для 12 організацій.
3 серпня 2023 року, як повідомило державне інформаційне агентство Сіньхуа, з космодрому Цзюцюань в пустелі Гобі на північному заході Китаю, об 11:47 (06:47 за Києвом), в космос було виведено новий метеорологічний супутник «Fengyun-3 06», який успішно вийшов на заплановану орбіту. Супутник було запущено ракетою-носієм Long March-4C. Хоча в повідомленні чітко не зазначається призначення космічного апарата, відомо, що супутники серії «Fengyun» (у перекладі з китайської — «вітер і хмари») призначені насамперед для вирішення завдань дистанційного зондування Землі, а саме — моніторингу й аналізу погоди на планеті. Цей запуск став 481-м польотом ракет-носіїв серії Long March («Великий похід»).
21 серпня 2023 року, о 01:45 за пекінським часом (20 серпня, о 20:45 за Києвом), з космодрому Цзюцюань, за допомогою ракети-носія «Чанчжен-4С» (Long March-4C) Китай запустив у космос новий супутник дистанційного зондування Землі «Гаофень-12 04» («Gaofen-12 04»). Згідно з повідомленням, «Гаофень-12 04» успішно вийшов на задану орбіту. Він буде здатний здійснювати мікрохвильове дистанційне зондування і включений до сузір'я супутників національної супутникової системи спостереження за земною поверхнею у високій якості. Апарат використовуватиметься в різних галузях, включаючи проведення сільськогосподарського моніторингу, збирання даних для планування міських просторів та дорожньо-транспортних мереж, оцінки врожайності полів та запобігання катастрофам і стихійним лихам.
5 вересня 2023 року, о 17:34 за місцевим часом (о 12:34 за Києвом), з морської стартової платформи у Східнокитайському морі неподалік міста Хайян провінції Шаньдун на сході Китаю, китайська приватна компанія Galactic Energy здійснила успішний морський запуск космічної ракети-носія «CERES-1» з чотирма комерційними супутниками. Ракета-носій успішно вивела супутники на заплановану орбіту. Дана місія стала дев'ятим польотом ракет серії «CERES-1».
5 жовтня 2023 року, о 08:24 ранку (за пекінським часом), Китай успішно запустив у космос новий супутник дистанційного зондування Землі. Згідно з повідомленням державного інформаційного агентства Сіньхуа, ракета-носій «Чанчжен-2Г» (Long March-2D) з супутником «Яогань-39» («Yaogan-39») стартувала з космодрому Січан у провінції Сичуань на південному заході Китаю. Західні аналітики припускають, що супутники «Яогань» можуть також мати військове застосування, включно з оптичною, радіолокаційною та електронною розвідкою. Цей запуск став 490-м польотом ракет-носіїв серії Long March.
14 жовтня 2023 року, о 20:54 (за місцевим часом), Китай запустив у космос супутник дистанційного зондування «Yunhai-1 (04)». Ракета-носій «Long March 2D» успішно стартувала з космодрому Цзюцюань в пустелі Гобі. Китайські державні ЗМІ описують супутник як такий, що надає «послуги з виявлення атмосферного, морського та космічного середовища, запобігання катастрофам і пом'якшення їх наслідків, а також наукових експериментів». Це загальновживаний опис космічного корабля «Yunhai», проте деякі західні аналітики оцінюють серію «Yunhai» як військові метеорологічні супутники.
14 грудня 2023 року, приблизно о 23:00, Китай втретє успішно запустив у космос на низьку навколоземну орбіту свій секретний космічний літак «Шеньлун», що у перекладі означає «Божественний дракон». За повідомленням державного інформаційного агентства Сіньхуа, китайський «експериментальний космічний корабель багаторазового використання» (багаторазовий космоплан) успішно стартував за допомогою ракети-носія «Long March 2F» з космодрому Цзюцюань в пустелі Гобі. Як і під час двох попередніх запусків у 2020 і 2022 роках, Сіньхуа не розкрило технічних деталей або зображень космічного апарата, а також не згадало, як довго триватиме політ. 30 липня 2024 року австрійський астроном-аматор, використовуючи  телескоп з 14-дюймовим дзеркалом, зробив знімки секретного китайського космічного літака, який в той час пролітав над Австрією. 5 вересня 2024 року, близько 21:10 (за східним часом), космоплан повернувся на Землю. Кінцеве приземлення означає завершення третьої місії космічного літака, його тривалість склала 267 днів.
15 грудня 2023 року Китай запустив свою найбільшу ракету-носій серії Long March «Великий похід-5». Ракета вивела в космос штучний супутник «Yaogan-41», імовірно висотний оптичний супутник дистанційного зондування для цивільних цілей, таких як дослідження Землі. Однак Китай часто використовує позначення «Yaogan» для супутників військового призначення. Експерти вважають, що «Yaogan-41» може розміститися на геосинхронній орбіті, забезпечуючи безперервне спостереження за великими регіонами, включаючи Китай, Тайвань і сусідні країни.
30 грудня 2023 року Китай запустив експериментальний супутник для супутникових інтернет-технологій. Як повідомило державне інформаційне агентство Сіньхуа, ракета-носій «Чанчжен-2В» (Long March-2C) з супутником стартувала о 08:13 (за пекінським часом) з космодрому Цзюцюань на північному заході Китаю.

### 2024
9 січня Китай успішно запустив ракету-носій «Чанчжен-2С», яка вивела на орбіту супутник «Einstein Probe». На борту космічного апарата встановлено рентгенівський телескоп. Запуск був здійснений з космодрому Січан в провінції Сичуань на південному заході Китаю. Супутник вагою близько 1,45 т і розміром з позашляховик, має форму квітучого лотоса, що складається з 12 пелюсток та двох тичинок. «Пелюстки» насправді 12 модулів, що складаються з ширококутних рентгенівських телескопів (WXT), а «тичинки» — два вузькоспрямовані телескопи (FXT).
23 січня, о 12:03 за місцевим часом (06:03 за київським часом), Китай запустив у космос комерційну ракету-носій «Ліцзянь-1 Y3» з п'ятьма супутниками дистанційного зондування Землі. Всі супутники були успішно виведені на заплановані орбіти.
20 березня з космодрому Веньчан Китай запустив ракету-носій «Long March 8». За повідомленням видання SpaceNews, ракета-носій вивела на навколомісячну орбіту супутник-ретранслятор «Queqiao-2», що призначений для забезпечення зв'язку з місією «Chang'e 6», у межах якої Китай планує доставити зі зворотного боку Місяця зразки реголіту.
25 квітня, о 15:59 (за київським часом), Китай запустив пілотований космічний корабель «Шеньчжоу-18» (Shenzhou-18) з трьома тайконавтами на свою орбітальну станцію «Тяньгун» (Tiangong). На навколоземну орбіту космічний корабель вивела ракета-носій «Long March-2°F», що стартувала з космодрому Цзюцюань у пустелі Гобі на північному заході Китаю.
24 травня, китайський експериментальний космічний корабель багаторазового використання вивів на орбіту секретний багаторазовий космоплан для виконання чергової місії. Попередній запуск космічного літака відбувся 14 грудня 2023 року, він пробув на орбіті 166 діб. Після 166 днів обертання навколо Землі космоплан викинув на орбіту невідомий об'єкт, який Космічні сили США каталогізували під номером 59 884 (міжнародне позначення 2023-195G).
5 жовтня, відповідно заяви, яку розповсюдило державного інформаційного агентства Сіньхуа, Китай визначився з термінами своєї наступної місячної місії «Чан'є-6», старт якої намічено приблизно на 2024 рік. Наразі в рамках підготовки до польоту проводяться планові дослідно-конструкторські роботи, повідомили у Китайському національному космічному управлінні (CNSA). Відповідно до національної програми дослідження Місяця, метою місії заявлено збирання зразків ґрунту зі зворотного боку природного супутника Землі. Для цього зонд «Чан'є-6» здійснить посадку у басейні Південного полюса — Ейткен, а потім проведе дослідження та збір місячних зразків з різних регіонів та епох. Для підтримки зв'язку між зворотним боком Місяця та Землею у першій половині 2024 року Китай планує запустити свій нещодавно розроблений ретрансляційний супутник «Цюєцяо-2» (Magpie Bridge-2), повідомили в управлінні. Там також зазначили, що місячний зонд «Чан'є-6» доставить корисні вантажі з Франції, Італії, Пакистану та Європейського космічного агентства, які включають детектори негативних іонів та радонового газу. 2 червня 2024 року, о 6:09 (за пекінським часом), відповідно повідомлення Китайського національного космічного управління, китайський місячний зонд «Чан’е-6» (Chang'e-6) здійснив успішну посадку в ударному кратері Аполлон на зворотному боці Місяця.
22 червня Китай спільно з Францією запустили у космос супутник SVOM (Space Variable Objects Monitor). Супутник призначений для пошуку гамма-спалахів, світло від яких подолало мільярди світлових років, щоб досягти Землі.
25 вересня, о 7:33 (за пекінським часом), Китай здійснив успішний запуск комерційної ракети-носія «Lijian-1» (також відомої як «Kinetica-1») Y4, яка вивела на задані сонячно-синхронні орбіти п'ять супутників. Серед п'яти виведених на орбіту супутників два є першопрохідцями супутникового угруповання компанії AIRSAT — це Jilin-1 SAR01A та Yunyao-1 21 і 22. За інформацією компанії-розробника, всі вони призначені переважно для наземної зйомки, метеорологічних спостережень та інших галузей застосування.
27 грудня китайська комерційна чотириступенева твердопаливна ракета-носій «Kinetica-1», після запуску з космодрому Цзюцюань, була підірвана автоматичною системою переривання польоту. За даними компанії CAS Space, якій належить ракета «Kinetica-1», через три секунди після запуску двигуна третього ступеня стався збій, що спричинив спрацювання системи аварійного припинення польоту. Все корисне навантаження, що складалося з 11 супутників, втрачено. Це шостий політ для «Kinetica-1» і перший невдалий. Цей запуск став 68-м стартом космічної ракети в Китаї у 2024 році. Таким чином, КНР встановила новий національний рекорд запусків за календарний рік.

### 2025
На початку лютого, як повідомили на сторінках Interesting Engineering, Китайська академія космічних технологій завершила розробку та готується відправити в 2026 році летючий робот-детектор для пошуку води на Південному полюсі Місяця у рамках місії «Чан’е-7» (Chang’e-7). Ця місія є ключовим етапом перед амбітною метою висадки людей на супутник Землі до 2030 року.
17 травня, згідно повідомлення Space.com, з космодрому Цзюцюань було запущено ракету «Zhuque-2E», яка вивела на орбіту шість штучних супутників Землі.

## Історичні досягнення світового рівня
12 липня 2023 року з космодрому Цзюцюань в космос була запущена перша у світі ракета під назвою «Zhuque-2» з метановими двигунами. Таким чином Китай випередив американські компанії, зокрема SpaceX з її двигуном Raptor, у плані запуску на орбіту ракет-носіїв нового покоління. Згідно з повідомленням China South Morning, приватна китайська компанія LandSpace здійснила вдалий запуск першої у світі ракети, двигуни якої працюють на метані та рідкому кисні. Це був другий запуск ракети «Zhuque-2» і він відбувся успішно, на відміну від першої спроби запуску в грудні 2022 року.
14 серпня 2023 року, за повідомленням Spacenews, за допомогою триступеневої ракети-носія «Чанчжен-3В» Китай запустив у космос новий апарат «Ludi Tance-4 (01)» — перший у світі радіолокаційний супутник з синтезованою апертурою.
25 червня 2024 року китайський місячний зонд «Чан’е-6» (Chang’e-6) зі зразками породи з поверхні зворотного боку Місяця, успішно приземлився у визначеній посадковій зоні автономного району Внутрішня Монголія на півночі Китаю. З посиланням на Національне космічне управління КНР, зворотна капсула, яка вперше в історії людства доставила на Землю зразки, зібрані на невидимому з нашої планети боці Місяця, відокремився від орбітального апарата приблизно за 5000 км над Південною Атлантикою й о 13:41 за місцевим часом (8:41 за Києвом) увійшла в атмосферу Землі на висоті 120 км і швидкості близько 11,2 км на секунду. Після кількох гальмівних маневрів та уповільнення швидкості спуску, на висоті 10 км над землею розкрився парашут і о 14:07 капсула точно та плавно приземлилась у визначеному районі, де її знайшла пошукова група. Найближчим часом її доправлять до Пекіна, де відкриють та передадуть місячні зразки групі вчених для подальшого зберігання, аналізу і вивчення.

## Перспективні плани

### Програма «Пошук творінь природи»
На початку вересня 2023 року, як повідомило видання Space, програма Китайської аерокосмічної науково-технічної корпорації (CASC) і Академії наук Китаю, що отримала назву «Тянь Гун Кай У» («Пошук творінь природи») за назвою енциклопедії Сун Їнсін, китайського мислителя епохи Мін, охопила вивчення не лише найближчих космічних регіонів, а й околиць Сонячної системи. Дана програма зорієнтована на використання космічних ресурсів та описує етапи створення масштабної інфраструктури до 2100 року. На першому з чотирьох етапів передбачено будівництво станцій видобутку водяного льоду на Місяці. Потім воду розщеплюватимуть на водень і кисень, щоб використовувати їх як ракетне паливо. Таким чином, Місяць стане перевальним пунктом на шляху до астероїдів, Марса та природних супутників Юпітера. Дослідники пропонують розмістити розподільні вузли в точках Лагранжа між Землею і Місяцем, Сонцем і Землею, Сонцем і Юпітером. Цілі чотирьох етапів програми можуть бути досягнуті вже до 2035, 2050, 2075 і 2100 років відповідно.

### План «Сузір’я тисячі вітрил»
5 серпня 2024 року, як повідомило агентство Reuters, китайське державне підприємство Shanghai Spacecom Satellite Technology (SSST) запустило першу партію супутників, які мають скласти конкуренцію американським супутникам Starlink. Запуск ракети «Чанжен-6А» був проведений з космодрому Тайюань, одного з головних китайських центрів запуску супутників і ракет, розташованого в північній провінції Шаньсі. Запуск став  частиною плану SSST «Сузір’я тисячі вітрил», також відомого як «План G60 Starlink», який був розпочатий в 2023 році і спрямований на розгортання понад 15 000 супутників на низькій навколоземній орбіті.
Згідно повідомлення компанії Slingshot Aerospace, що займається питаннями у сфері космічної безпеки, верхній ступінь китайської ракети «Чанжен-6А», яка успішно доставила в космос першу партію з 18-ти супутників «Сузір’я тисячі вітрил», зруйнувався на орбіті. Ця подія призвела до утворення хмари космічного сміття з більш ніж 300 уламків, 50 з яких становлять суттєву загрозу для низькоорбітальних супутників, які знаходяться на висоті нижче 800 км. За уточненими даними Космічного командування ПС США та компанії зі стеження за космічним сміттям, на орбіті висотою 800 км виявлено хмару уламків, яка складається, як мінімум з 700 фрагментів розмірами понад 10 см, а потенційно їх там перебуває не менше 900.

### Інші плани
Поточними планами реалізації Китайської космічної програми, частина яких вже реалізована, стали:
- Створення до 2022 року Китайської космічної станції.
- У березні 2003 року Китай оголосив, що в найближчі 20 років виконає програму вивчення Місяця. Програма «Чан'є» (Chang'e) складається з трьох етапів: зондування, посадка, повернення. У 2007 і 2010 році Китай відправив до Місяця перші два зонди. На другому етапі, орієнтовно в 2025 році, запланована висадка китайських космонавтів на поверхню Місяця, а на третьому — створення місячної бази. Водночас 30 травня 2023 року керівник НАСА Білл Нельсон повідомив, що станом на травень 2023 року, до Угоди Артеміди вже входять 25 країн[64]. Нельсон також заявив, що «Угода Артеміди» саме і була створена для того, щоб не було єдиної країни, яка отримала б виняткові права на космічний простір, зокрема Місяць і ресурсів на ній, і не допускала б інші країни. Він стурбований намірами Китаю освоювати Місяць, оскільки Китай не входить до країн-учасниць «Угоди Артеміди» та претендуватиме на території Місяця та воду на супутнику Землі[65].
- Китай також розраховує виконати першу висадку тайконавтів на Місяць орієнтовно в 2028 році. У вересні 2024 року Китайське національне космічне управління (CNSA) вперше представило широкому загалу скафандр для діяльності тайконавтів на Місяці[66].
- У Китаї для запуску ракет-носіїв планується використовувати літаки Y-20 або аналогічні їм за технічними характеристиками. Вантажопідйомність цих літаків становить 66 тонн. «Таке рішення позбавить необхідності використовувати космодроми», — повідомили у Китайській академії ракетобудування[67].
- 22 липня 2023 року на випробувальному стенді поблизу Сіаня, провінція Шеньсі, було випробувано новий двигун, призначений для ракети «Чанчжен-10», яка доставить астронавтів на Місяць[68].
- У вересні 2023 року, за повідомленням державного інформаційного агентства Сіньхуа, з метою надання технічної підтримки майбутнім місіям країни з дослідження Місяця і далекого космосу, Китай розпочав будівництво радіотелескопа діаметром 40 метрів на території міста Шигадзе автономного району Тибету (ТАР, Південно-Західний Китай). Телескоп, головним відомством будівництва якого є Шанхайська астрономічна обсерваторія при Академії наук Китаю, приєднається до китайської мережі інтерферометрії з наддовгими базами (VLBI)[69].

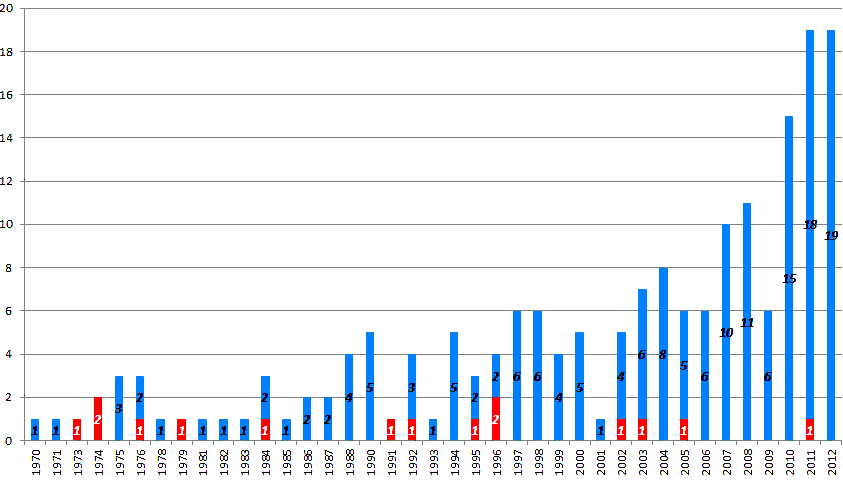
Діаграма орбітальних запусків КНР з 1970 по 2012 рік

## Приватні космічні програми
27 листопада 2014 року, о 10:00 за місцевим часом (4:00 ранку за Києвом), китайська приватна космічна компанія LandSpace вперше запустила в космос модифіковану ракету-носій власного виробництва «Чжуцюе-2E Y1» (ZQ-2E Y1) з двигуном на новому бюджетному виді рідкого палива – зрідженій суміші кисню і метану. За повідомленням CGTN, ракета-носій вивела на навколоземну орбіту два експериментальні супутники. Ракета з космічними апаратами, дані про які не розкриваються, стартувала з комерційного стартового майданчика «Дунфен» (Dongfeng) у пустелі Гобі на північному заході Китаю.
29 травня 2025 року китайська приватна комерційна компанія Beijing Space Epoch Technology Co (Sepoch) оголосила про запуск та повернення на Землю багаторазової ракети типу «Hiker». Згідно повідомлення видання Global Times, випробувальний політ тривав 125 с на максимальну висоту   2,5 км від поверхні Землі. Він охопив вісім ключових етапів: зліт, набір висоти, управління тягою, зупинка двигуна, зниження, повторний запуск двигуна, зависання над морем і м’яке приводнення. Усі етапи пройшли успішно, і ракету вдалося повернути після приводнення. Злітна маса ракети становить близько 57 т. Її корпус має діаметр 4,2 та загальну висоту 26,8 м. Ракета виконана з нержавіючої сталі та використовує киснево-метановий двигун.